# OpenDyslexic
OpenDyslexic és un tipus de lletra gratuïta dissenyat per mitigar alguns dels errors de lectura comuns causats per la dislèxia, encara que els seus beneficis han estat qüestionats en estudis científics.
Va ser creat per Abelardo Gonzalez, qui la va llançar amb una llicència de font oberta. El disseny es basa en el tipus de lletra DejaVu Sans, també de font oberta.
Com moltes tipografies d'intervenció per a la dislèxia, més notablement Dyslexie, OpenDyslexic afegeix a recerca sobre la dislèxia i és un ajut de lectura, però no és una cura per a la dislèxia. El tipus de lletra inclou estils regular, negreta, cursiva i negreta-cursiva.
El 2012, González va explicar la seva motivació a la BBC: "hi havia vist fonts similars, però en aquell moment eren poc pràctics pel que fa als costos."
Diversos estudis han investigat l'efecte de tipus de lletra especialitzats utilitzats per estudiants amb dislèxia. Rello I Baeza-Yates (2013) van mesurar els enregistraments de seguiment visual dels lectors espanyols (entre els 11 i 50 anys) amb dislèxia i van trobar que OpenDyslexic no millora significativament el temps de lectura ni va reduir la fixació d'ull.
En la seva tesi de màster, Leeuw (2010) va comparar Arial i Dyslexie amb 21 estudiants holandesos amb dislèxia i va trobar que Dyslexie no va conduir a lectura més ràpida, però pot ajudar amb alguns errors relacionats amb la dislèxia. L'Associació de Dislèxia britànica recomana un tipus de lletra senzilla i uniforme com Arial i Còmic Sans. Les alternatives inclouen Verdana, Tahoma, Gòtic de Segle i Trebuchet en comptes de fonts com OpenDyslexic o Dyslexie.
OpenDyslexic és una opció actual damunt moltes pàgines web i formats, incloent Viquipèdia, Instapaper, Kobo eReader i a Amazona Kindle Paperwhite.
Hi ha també una extensió de Google Crome el qual va ser desenvolupat per Abelardo Gonzalez i Robert James Gabriel per a formar part del modo "dyslexic-friendly" dels productes accessibles de la web Oswald Foundation.
Hi ha altre tipus de lletra que han estat enllaçat a beneficis per a persones amb dislèxia: BBC Reith, Còmic Sans, Dyslexie, FS Em, Sassoon i Sylexiad.

## OpenDyslexic a Catalunya
OpenDyslexic ha sigut recomanat per la Generalitat de Catalunya com a recurs digital. Així mateix, la font és recomanada per la Universitat de Lleida.